# یاسر ابوشباب
یاسر ابوشباب (زادهٔ ۱۹ دسامبر ۱۹۹۳) یکی از قاچاقچیان مواد مخدر در فلسطین است که رهبری گروهی مسلح به نام نیروهای مردمی را بر عهده دارد؛ این گروه که در نوار غزه تحت حمایت اسرائیل فعالیت می‌کند، مخالف حماس بوده و ارتباطاتی با گروه تروریستی داعش دارد. ابوشباب از قبیله بدوی ترابین در شهر رفح است.

## ارتباط با اسرائیل
آویگدور لیبرمن، سیاستمدار اسرائیلی در گفتگو با رادیو و تلویزیون اسرائیل با اشاره به این که «اسرائیل تفنگ‌های تهاجمی و سلاح‌های سبک را به شبه‌نظامیان جنایتکار در غزه منتقل کرده است»، تأکید کرد که این اقدام «به دستور نتانیاهو» انجام شده است. او افزود که مسلح کردن باندهای جنایتکار در غزه بدون مجوز کابینه امنیتی انجام شده است و تأکید کرد که رئیس سرویس امنیت عمومی (شین بت) از این موضوع مطلع است. لیبرمن ادامه داد: «اما مطمئن نیستم که رئیس ستاد ارتش از این موضوع خبر داشته باشد. ما داریم دربارهٔ معادل داعش در غزه صحبت می‌کنیم.» وی در ادامه هشدار داد: «هیچ‌کس نمی‌تواند تضمین کند که این سلاح‌ها علیه اسرائیل استفاده نخواهند شد. ما هیچ راهی برای نظارت بر این روند یا پیگیری آن نداریم.» دفتر نتانیاهو سخنان وی را تکذیب نکرد و با صدور بیانیه‌ای اعلام کرد که اسرائیل به توصیه همه سران نهادهای امنیتی، از طرق مختلف و با تمام اهرم‌های فشار برای شکست دادن حماس در غزه تلاش می‌کند.